# Campionati del mondo di ciclismo su pista 2021 - Omnium femminile
La gara di omnium femminile ai Campionati del mondo di ciclismo su pista 2021 si svolse il 22 ottobre 2021.

## Podio
| Pos.    | Atleta          | Nazionalità   |
| ------- | --------------- | ------------- |
| Oro     | Katie Archibald | Gran Bretagna |
| Argento | Lotte Kopecky   | Belgio        |
| Bronzo  | Elisa Balsamo   | Italia        |

## Risultati

### Batterie

#### Batteria 1
| Pos. | Atleta             | Paese                 | Punti | Note |
| ---- | ------------------ | --------------------- | ----- | ---- |
| 1    | Clara Copponi      | Francia               | 25    | Q    |
| 2    | Hanna Tserakh      | Bielorussia           | 11    | Q    |
| 3    | Olivija Baleišytė  | Lituania              | 9     | Q    |
| 4    | Hanna Solovey      | Ucraina               | 8     | Q    |
| 5    | Lotte Kopecky      | Belgio                | 7     | Q    |
| 6    | Ally Wollaston     | Nuova Zelanda         | 6     | Q    |
| 7    | Amalie Dideriksen  | Danimarca             | 6     | Q    |
| 8    | Anita Stenberg     | Norvegia              | 5     | Q    |
| 9    | Katie Archibald    | Gran Bretagna         | 5     | Q    |
| 10   | Yumi Kajihara      | Giappone              | 5     | Q    |
| 11   | Eukene Larrarte    | Spagna                | 4     | Q    |
| 12   | Gulnaz Khatuntseva | Fed. Ciclistica Russa | 3     | Q    |
| 13   | Lea Lin Teutenberg | Germania              | 3     |      |
| 14   | Amber Joseph       | Barbados              | 3     |      |
| 15   | Fanny Cauchois     | Laos                  | -40   |      |

#### Batteria 2
| Pos. | Atleta             | Paese       | Punti | Note |
| ---- | ------------------ | ----------- | ----- | ---- |
| 1    | Rinata Sultanova   | Kazakistan  | 23    | Q    |
| 2    | Maike van der Duin | Paesi Bassi | 23    | Q    |
| 3    | Ngaire Barraclough | Canada      | 22    | Q    |
| 4    | Verena Eberhardt   | Austria     | 20    | Q    |
| 5    | Nikol Płosaj       | Polonia     | 14    | Q    |
| 6    | Jennifer Valente   | Stati Uniti | 10    | Q    |
| 7    | Alžbeta Bačíková   | Slovacchia  | 9     | Q    |
| 8    | Elisa Balsamo      | Italia      | 8     | Q    |
| 9    | Maria Martins      | Portogallo  | 7     | Q    |
| 10   | Petra Ševčíková    | Rep. Ceca   | 6     | Q    |
| 11   | Aline Seitz        | Svizzera    | 6     | Q    |
| 12   | Victoria Velasco   | Messico     | 5     | Q    |
| 13   | Annette Edmondson  | Australia   | 3     |      |
| 14   | Lina Hernández     | Colombia    | 1     |      |

### Scratch
Prima di 4 prove
| Posizione | Atleta             | Nazione               | Giri persi | Punti prova |
| --------- | ------------------ | --------------------- | ---------- | ----------- |
| 1         | Katie Archibald    | Gran Bretagna         |            | 40          |
| 2         | Jennifer Valente   | Stati Uniti           |            | 38          |
| 3         | Clara Copponi      | Francia               |            | 36          |
| 4         | Olivija Baleišytė  | Lituania              |            | 34          |
| 5         | Maria Martins      | Portogallo            |            | 32          |
| 6         | Elisa Balsamo      | Italia                |            | 30          |
| 7         | Petra Ševčíková    | Rep. Ceca             |            | 28          |
| 8         | Maike van der Duin | Paesi Bassi           |            | 26          |
| 9         | Amalie Dideriksen  | Danimarca             |            | 24          |
| 10        | Rinata Sultanova   | Kazakistan            |            | 22          |
| 11        | Ally Wollaston     | Nuova Zelanda         |            | 20          |
| 12        | Yumi Kajihara      | Giappone              |            | 18          |
| 13        | Nikol Płosaj       | Polonia               |            | 16          |
| 14        | Eukene Larrarte    | Spagna                |            | 14          |
| 15        | Hanna Tserakh      | Bielorussia           |            | 12          |
| 16        | Aline Seitz        | Svizzera              |            | 10          |
| 17        | Gulnaz Khatuntseva | Fed. Ciclistica Russa |            | 8           |
| 18        | Alžbeta Bačíková   | Slovacchia            |            | 6           |
| 19        | Verena Eberhardt   | Austria               |            | 4           |
| 20        | Ngaire Barraclough | Canada                |            | 2           |
| 21        | Anita Stenberg     | Norvegia              |            | 1           |
| 21        | Lotte Kopecky      | Belgio                |            | 1           |
| 21        | Hanna Solovey      | Ucraina               |            | 1           |
| 21        | Victoria Velasco   | Messico               |            | 1           |

### Tempo race
Seconda di 4 prove
| Posizione | Atleta             | Nazione               | Punti giro | Punti sprint | Punti totali | Punti prova |
| --------- | ------------------ | --------------------- | ---------- | ------------ | ------------ | ----------- |
| 1         | Katie Archibald    | Gran Bretagna         | 20         | 14           | 34           | 40          |
| 2         | Hanna Solovey      | Ucraina               | 20         | 4            | 24           | 38          |
| 3         | Lotte Kopecky      | Belgio                | 20         | 1            | 21           | 36          |
| 4         | Hanna Tserakh      | Bielorussia           | 20         | 0            | 20           | 34          |
| 5         | Elisa Balsamo      | Italia                |            | 2            | 2            | 32          |
| 6         | Nikol Płosaj       | Polonia               |            | 2            | 2            | 30          |
| 7         | Amalie Dideriksen  | Danimarca             |            | 1            | 1            | 28          |
| 8         | Jennifer Valente   | Stati Uniti           |            | 1            | 1            | 26          |
| 9         | Olivija Baleišytė  | Lituania              |            | 1            | 1            | 24          |
| 10        | Clara Copponi      | Francia               |            | 0            | 0            | 22          |
| 11        | Maria Martins      | Portogallo            |            | 0            | 0            | 20          |
| 12        | Eukene Larrarte    | Spagna                |            | 0            | 0            | 18          |
| 13        | Maike van der Duin | Paesi Bassi           |            | 0            | 0            | 16          |
| 14        | Petra Ševčíková    | Rep. Ceca             |            | 0            | 0            | 14          |
| 15        | Gulnaz Khatuntseva | Fed. Ciclistica Russa |            | 0            | 0            | 12          |
| 16        | Ngaire Barraclough | Canada                |            | 0            | 0            | 10          |
| 17        | Ally Wollaston     | Nuova Zelanda         |            | 0            | 0            | 8           |
| 18        | Verena Eberhardt   | Austria               |            | 0            | 0            | 6           |
| 19        | Aline Seitz        | Svizzera              |            | 0            | 0            | 4           |
| 20        | Anita Stenberg     | Norvegia              |            | 0            | 0            | 2           |
| 21        | Rinata Sultanova   | Kazakistan            |            | 0            | 0            | 1           |
| 22        | Yumi Kajihara      | Giappone              |            | 0            | 0            | 1           |
| 22        | Victoria Velasco   | Messico               |            | 0            | 0            | 1           |
| 23        | Alžbeta Bačíková   | Slovacchia            |            | -20          | -20          | 1           |

### Corsa a eliminazione
Terza di 4 prove
| Posizione | Atleta             | Nazione               | Punti prova |
| --------- | ------------------ | --------------------- | ----------- |
| 1         | Katie Archibald    | Gran Bretagna         | 40          |
| 2         | Elisa Balsamo      | Italia                | 38          |
| 3         | Clara Copponi      | Francia               | 36          |
| 4         | Lotte Kopecky      | Belgio                | 34          |
| 5         | Jennifer Valente   | Stati Uniti           | 32          |
| 6         | Maria Martins      | Portogallo            | 30          |
| 7         | Olivija Baleišytė  | Lituania              | 28          |
| 8         | Maike van der Duin | Paesi Bassi           | 26          |
| 9         | Eukene Larrarte    | Spagna                | 24          |
| 10        | Verena Eberhardt   | Austria               | 22          |
| 11        | Amalie Dideriksen  | Danimarca             | 20          |
| 12        | Alžbeta Bačíková   | Slovacchia            | 18          |
| 13        | Ally Wollaston     | Nuova Zelanda         | 16          |
| 14        | Aline Seitz        | Svizzera              | 14          |
| 15        | Petra Ševčíková    | Rep. Ceca             | 12          |
| 16        | Nikol Płosaj       | Polonia               | 10          |
| 17        | Hanna Solovey      | Ucraina               | 8           |
| 18        | Gulnaz Khatuntseva | Fed. Ciclistica Russa | 6           |
| 19        | Rinata Sultanova   | Kazakistan            | 4           |
| 20        | Yumi Kajihara      | Giappone              | 2           |
| 21        | Ngaire Barraclough | Canada                | 1           |
| 22        | Victoria Velasco   | Messico               | 1           |
| 23        | Hanna Tserakh      | Bielorussia           | 1           |
| 24        | Anita Stenberg     | Norvegia              | 1           |

### Corsa a punti e classifica finale
Quarta di 4 prove.
In questa gara i ciclisti sommano ai punti guadagnati durante la prova, tutti i punti conquistati in precedenza
| Posizione | Atleta             | Nazione               | Class. parziale | Punti giro | Punti sprint | Punti prova | Classifica finale |
| --------- | ------------------ | --------------------- | --------------- | ---------- | ------------ | ----------- | ----------------- |
| 1         | Katie Archibald    | Gran Bretagna         | 120             | 0          | 17           | 17          | 137               |
| 2         | Lotte Kopecky      | Belgio                | 71              | 40         | 8            | 48          | 119               |
| 3         | Elisa Balsamo      | Italia                | 100             | 0          | 16           | 16          | 116               |
| 4         | Clara Copponi      | Francia               | 94              | 0          | 19           | 19          | 113               |
| 5         | Maria Martins      | Portogallo            | 82              | 20         | 4            | 24          | 106               |
| 6         | Jennifer Valente   | Stati Uniti           | 96              | 0          | 3            | 3           | 99                |
| 7         | Amalie Dideriksen  | Danimarca             | 72              | 27         | 7            | 27          | 99                |
| 8         | Olivija Baleišytė  | Lituania              | 86              | 0          | 0            | 0           | 86                |
| 9         | Maike van der Duin | Paesi Bassi           | 68              | 0          | 5            | 5           | 73                |
| 10        | Ally Wollaston     | Nuova Zelanda         | 44              | 20         | 4            | 24          | 68                |
| 11        | Nikol Płosaj       | Polonia               | 56              | 0          | 7            | 7           | 63                |
| 12        | Eukene Larrarte    | Spagna                | 56              | 0          | 0            | 0           | 56                |
| 13        | Hanna Solovey      | Ucraina               | 47              | 0          | 1            | 1           | 48                |
| 14        | Hanna Tserakh      | Bielorussia           | 47              | 0          | 0            | 0           | 47                |
| 15        | Yumi Kajihara      | Giappone              | 21              | 20         | 4            | 24          | 45                |
| 16        | Verena Eberhardt   | Austria               | 32              | 0          | 1            | 1           | 33                |
| 17        | Aline Seitz        | Svizzera              | 28              | 0          | 0            | 0           | 28                |
| 18        | Rinata Sultanova   | Kazakistan            | 27              | 0          | 0            | 0           | 27                |
| 19        | Petra Ševčíková    | Rep. Ceca             | 54              | -40        | 0            | -40         | 14                |
| 20        | Victoria Velasco   | Messico               | 3               | 0          | 3            | 3           | 6                 |
| 21        | Anita Stenberg     | Norvegia              | 4               | 0          | 0            | 0           | 4                 |
| 22        | Alžbeta Bačíková   | Slovacchia            | 25              | −60        | 0            | -60         | −35               |
| –         | Ngaire Barraclough | Canada                | DNF             | DNF        | DNF          | DNF         | DNF               |
| –         | Gulnaz Khatuntseva | Fed. Ciclistica Russa | DNF             | DNF        | DNF          | DNF         | DNF               |